# Seven de la República 2006
El Seven de la República de 2006 fue la vigésimo-tercera edición del torneo de rugby 7 de fin de temporada para uniones regionales afiliadas a la Unión Argentina de Rugby y la décimo-séptima en ser organizada en la ciudad de Paraná, Entre Ríos. Se llevó a cabo el 9 y 10 de diciembre de 2006 en El Plumazo, sede del Club Atlético Estudiantes de Paraná.
El torneo se reanudó tras no disputarse la edición 2005, originalmente prevista para el 10 y 11 de diciembre de ese año. Esta cancelación se debió a razones "económico-comerciales y operativas que fueron insuperables para la Unión Entrerriana de Rugby", siendo una de ellas una huelga de pilotos de Aerolíneas Argentinas.
El seleccionado de Buenos Aires derrotó en la final al seleccionado de Córdoba y se convirtió en el primer equipo en la historia del torneo en ganar tres ediciones consecutivas. Si bien la Unión Argentina de Rugby ganó tres torneos en 1981, 1982 y 1983 cuando estaba a cargo de los seleccionados porteños, previo a la escisión de la URBA, estos fueron obtenidos a través de dos equipos distintos (Capital y Buenos Aires B).
La Unión de Rugby de Rosario y la Unión Santafesina de Rugby se quedaron con la Copa de Plata y la Copa de Bronce, respectivamente. Luis María Jaimes anotó un try en la final y fue elegido como el mejor jugador del certamen.

## Equipos participantes
Participaron del torneo veinticuatro equipos: veintidós uniones provinciales de Argentina y dos selecciones nacionales de Sudamérica invitadas.
| Equipo              | Unión                                                |
| ------------------- | ---------------------------------------------------- |
| Alto Valle          | Unión de Rugby del Alto Valle de Río Negro y Neuquén |
| Austral             | Unión de Rugby Austral                               |
| Buenos Aires        | Unión de Rugby de Buenos Aires                       |
| Chile               | Federación de Rugby de Chile                         |
| Córdoba             | Unión Cordobesa de Rugby                             |
| Cuyo                | Unión de Rugby de Cuyo                               |
| Entre Ríos          | Unión Entrerriana de Rugby                           |
| Formosa             | Unión de Rugby de Formosa                            |
| Jujuy               | Unión Jujeña de Rugby                                |
| La Rioja            | Unión Riojana de Rugby                               |
| Mar del Plata       | Unión de Rugby de Mar del Plata                      |
| Misiones            | Unión de Rugby de Misiones                           |
| Noreste             | Unión de Rugby del Noreste                           |
| Oeste               | Unión de Rugby del Oeste de Buenos Aires             |
| Rosario             | Unión de Rugby de Rosario                            |
| Salta               | Unión de Rugby de Salta                              |
| San Juan            | Unión Sanjuanina de Rugby                            |
| San Luis            | Unión de Rugby San Luis                              |
| Santa Fe            | Unión Santafesina de Rugby                           |
| Santiago del Estero | Unión Santiagueña de Rugby                           |
| Sur                 | Unión de Rugby del Sur                               |
| Tierra del Fuego    | Unión de Rugby de Tierra del Fuego                   |
| Tucumán             | Unión de Rugby de Tucumán                            |
| Uruguay             | Unión de Rugby del Uruguay                           |

En cursiva los seleccionados internacionales invitados.
Los seleccionados de Paraguay y la Unión de Rugby de los Lagos del Sur desistieron de participar a poco de comenzar el torneo.

## Formato
Fase de grupos
Los veinticuatro equipos fueron divididos en ocho grupos de tres equipos cada uno. Los grupos fueron organizados de acuerdo a la posición final que cada equipo obtuvo en la edición anterior: del 1° al 8° se les asignaron las zonas de la A a la H en orden; del 9° al 16° se les asignaron el orden alterno (de la H a la A) y así sucesivamente con los equipos restantes. A los equipos que no participaron de la edición anterior (en este caso, San Luis) se les asignaron las últimas posiciones. 
Cada grupo se resolvió con el sistema de todos contra todos a una sola ronda; la victoria otorgando 2 puntos, el empate 1 y la derrota 0. Los equipos clasificaron a la fase final de acuerdo a su posiciones finales en el grupo. Los ganadores de cada grupo clasificaron a la Copa de Oro, los segundos a la Copa de Bronce y los terceros a la ronda de reubicación.
Fase final
La fase final se definió eliminación directa: la Copa de Oro (1° al 8°) y la Copa de Bronce (9° al 16°) se disputaron en tres rondas, mientras que los equipos eliminados en los cuartos de final de la Copa de Oro (5° al 8°) pasaron a disputar la Copa de Plata. 
Los equipos restantes en la ronda de ubicación o ronda de perdedores (17° al 24°) fueron divididos en dos cuadros de dos rondas para definir su ordenamiento final.

## Fase de grupos
| Pos. | Equipos      | Partidos | Partidos | Partidos | Tantos | Tantos | Tantos | Pts. |
| Pos. | Equipos      | G        | E        | P        | PF     | PC     | DP     | Pts. |
| ---- | ------------ | -------- | -------- | -------- | ------ | ------ | ------ | ---- |
| 1.°  | Buenos Aires | 2        | 0        | 0        | 78     | 7      | +71    | 4    |
| 2.°  | Alto Valle   | 1        | 0        | 1        | 21     | 36     | -15    | 2    |
| 3.°  | Jujuy        | 0        | 0        | 2        | 5      | 61     | -56    | 0    |

| 9 de diciembre | Buenos Aires | 31 - 7  | Alto Valle |  |  |
|                |              | Reporte |            |  |  |

| 9 de diciembre | Buenos Aires | 47 - 0  | Jujuy |  |  |
|                |              | Reporte |       |  |  |

| 9 de diciembre | Alto Valle | 14 - 5  | Jujuy |  |  |
|                |            | Reporte |       |  |  |

| Pos. | Equipos  | Partidos | Partidos | Partidos | Tantos | Tantos | Tantos | Pts. |
| Pos. | Equipos  | G        | E        | P        | PF     | PC     | DP     | Pts. |
| ---- | -------- | -------- | -------- | -------- | ------ | ------ | ------ | ---- |
| 1.°  | Córdoba  | 2        | 0        | 0        | 60     | 12     | +48    | 4    |
| 2.°  | Misiones | 1        | 0        | 1        | 19     | 51     | -32    | 2    |
| 3.°  | Sur      | 0        | 0        | 2        | 24     | 40     | -16    | 0    |

| 9 de diciembre | Córdoba | 39 - 0  | Misiones |  |  |
|                |         | Reporte |          |  |  |

| 9 de diciembre | Córdoba | 21 - 12 | Sur |  |  |
|                |         | Reporte |     |  |  |

| 9 de diciembre | Misiones | 19 - 12 | Sur |  |  |
|                |          | Reporte |     |  |  |

| Pos. | Equipos          | Partidos | Partidos | Partidos | Tantos | Tantos | Tantos | Pts. |
| Pos. | Equipos          | G        | E        | P        | PF     | PC     | DP     | Pts. |
| ---- | ---------------- | -------- | -------- | -------- | ------ | ------ | ------ | ---- |
| 1.°  | Cuyo             | 2        | 0        | 0        | 92     | 7      | +85    | 4    |
| 2.°  | Austral          | 1        | 0        | 1        | 10     | 54     | -44    | 2    |
| 3.°  | Tierra del Fuego | 0        | 0        | 2        | 12     | 53     | -41    | 0    |

| 9 de diciembre | Cuyo | 49 - 0  | Austral |  |  |
|                |      | Reporte |         |  |  |

| 9 de diciembre | Cuyo | 43 - 7  | T. del Fuego |  |  |
|                |      | Reporte |              |  |  |

| 9 de diciembre | Austral | 10 - 5  | T. del Fuego |  |  |
|                |         | Reporte |              |  |  |

| Pos. | Equipos    | Partidos | Partidos | Partidos | Tantos | Tantos | Tantos | Pts. |
| Pos. | Equipos    | G        | E        | P        | PF     | PC     | DP     | Pts. |
| ---- | ---------- | -------- | -------- | -------- | ------ | ------ | ------ | ---- |
| 1.°  | Entre Ríos | 2        | 0        | 0        | 47     | 14     | +33    | 4    |
| 2.°  | Santa Fe   | 1        | 0        | 1        | 35     | 17     | +18    | 2    |
| 3.°  | Oeste      | 0        | 0        | 2        | 12     | 63     | -51    | 0    |

| 9 de diciembre | Oeste | 5 - 28  | Santa Fe |  |  |
|                |       | Reporte |          |  |  |

| 9 de diciembre | Oeste | 7 - 35  | Entre Ríos |  |  |
|                |       | Reporte |            |  |  |

| 9 de diciembre | Santa Fe | 7 - 12  | Entre Ríos |  |  |
|                |          | Reporte |            |  |  |

| Pos. | Equipos       | Partidos | Partidos | Partidos | Tantos | Tantos | Tantos | Pts. |
| Pos. | Equipos       | G        | E        | P        | PF     | PC     | DP     | Pts. |
| ---- | ------------- | -------- | -------- | -------- | ------ | ------ | ------ | ---- |
| 1.°  | Uruguay       | 2        | 0        | 0        | 57     | 12     | +45    | 4    |
| 2.°  | Mar del Plata | 1        | 0        | 1        | 60     | 14     | +46    | 2    |
| 3.°  | La Rioja      | 0        | 0        | 2        | 0      | 91     | -91    | 0    |

| 9 de diciembre | Uruguay | 43 - 0  | La Rioja |  |  |
|                |         | Reporte |          |  |  |

| 9 de diciembre | Uruguay | 14 - 12 | Mar del Plata |  |  |
|                |         | Reporte |               |  |  |

| 9 de diciembre | La Rioja | 0 - 48  | Mar del Plata |  |  |
|                |          | Reporte |               |  |  |

| Pos. | Equipos  | Partidos | Partidos | Partidos | Tantos | Tantos | Tantos | Pts. |
| Pos. | Equipos  | G        | E        | P        | PF     | PC     | DP     | Pts. |
| ---- | -------- | -------- | -------- | -------- | ------ | ------ | ------ | ---- |
| 1.°  | Salta    | 2        | 0        | 0        | 52     | 21     | +31    | 4    |
| 2.°  | Chile    | 1        | 0        | 1        | 35     | 40     | -5     | 2    |
| 3.°  | San Juan | 0        | 0        | 2        | 21     | 47     | -26    | 0    |

| 9 de diciembre | Salta | 26 - 14 | Chile |  |  |
|                |       | Reporte |       |  |  |

| 9 de diciembre | Salta | 26 - 7  | San Juan |  |  |
|                |       | Reporte |          |  |  |

| 9 de diciembre | Chile | 21 - 14 | San Juan |  |  |
|                |       | Reporte |          |  |  |

| Pos. | Equipos         | Partidos | Partidos | Partidos | Tantos | Tantos | Tantos | Pts. |
| Pos. | Equipos         | G        | E        | P        | PF     | PC     | DP     | Pts. |
| ---- | --------------- | -------- | -------- | -------- | ------ | ------ | ------ | ---- |
| 1.°  | Tucumán         | 2        | 0        | 0        | 48     | 7      | +41    | 4    |
| 2.°  | Sgo. del Estero | 0        | 1        | 1        | 21     | 38     | -17    | 1    |
| 3.°  | Formosa         | 0        | 1        | 1        | 14     | 38     | -24    | 1    |

| 9 de diciembre | Tucumán | 24 - 7  | S. del Estero |  |  |
|                |         | Reporte |               |  |  |

| 9 de diciembre | Tucumán | 24 - 0  | Formosa |  |  |
|                |         | Reporte |         |  |  |

| 9 de diciembre | S. del Estero | 14 - 14 | Formosa |  |  |
|                |               | Reporte |         |  |  |

| Pos. | Equipos  | Partidos | Partidos | Partidos | Tantos | Tantos | Tantos | Pts. |
| Pos. | Equipos  | G        | E        | P        | PF     | PC     | DP     | Pts. |
| ---- | -------- | -------- | -------- | -------- | ------ | ------ | ------ | ---- |
| 1.°  | Rosario  | 2        | 0        | 0        | 85     | 7      | +78    | 4    |
| 2.°  | Noreste  | 1        | 0        | 1        | 54     | 35     | +19    | 2    |
| 3.°  | San Luis | 0        | 0        | 2        | 0      | 97     | -97    | 0    |

| 9 de diciembre | Rosario | 50 - 0  | San Luis |  |  |
|                |         | Reporte |          |  |  |

| 9 de diciembre | Rosario | 35 - 7  | Noreste |  |  |
|                |         | Reporte |         |  |  |

| 9 de diciembre | San Luis | 0 - 47  | Noreste |  |  |
|                |          | Reporte |         |  |  |

|  | Clasifica a Copa de Oro    |
|  | Clasifica a Copa de Plata  |
|  | Clasifica a Copa de Bronce |

## Fase final

### Copa de Oro
|  | Cuartos de final | Cuartos de final | Cuartos de final |         |              | Semifinales  | Semifinales | Semifinales |  |              | Final        | Final | Final |  |
|  |                  |                  |                  |         |              |              |             |             |  |              |              |       |       |  |
|  |                  |                  |                  |         |              |              |             |             |  |              |              |       |       |  |
|  | A                | Buenos Aires     | 26               |         |              |              |             |             |  |              |              |       |       |  |
|  | A                | Buenos Aires     | 26               |         |              |              |             |             |  |              |              |       |       |  |
|  | H                | Rosario          | 7                |         |              |              |             |             |  |              |              |       |       |  |
|  | H                | Rosario          | 7                |         | Buenos Aires | Buenos Aires | 17          |             |  |              |              |       |       |  |
|  |                  |                  |                  |         | Buenos Aires | Buenos Aires | 17          |             |  |              |              |       |       |  |
|  |                  |                  | Cuyo             | Cuyo    | 12           |              |             |             |  |              |              |       |       |  |
|  | C                | Cuyo             | Cuyo             | Cuyo    | 12           | 12           |             |             |  |              |              |       |       |  |
|  | C                | Cuyo             |                  |         |              |              |             |             |  |              |              |       |       |  |
|  | F                | Salta            | 7                |         |              |              |             |             |  |              |              |       |       |  |
|  | F                | Salta            | 7                |         |              |              |             |             |  | Buenos Aires | Buenos Aires | 12    |       |  |
|  |                  |                  |                  |         |              |              |             |             |  | Buenos Aires | Buenos Aires | 12    |       |  |
|  |                  |                  | Córdoba          | Córdoba | 7            |              |             |             |  |              |              |       |       |  |
|  | B                | Córdoba          | Córdoba          | Córdoba | 7            | 14           |             |             |  |              |              |       |       |  |
|  | B                | Córdoba          |                  |         |              |              |             |             |  |              |              |       |       |  |
|  | G                | Tucumán          | 7                |         |              |              |             |             |  |              |              |       |       |  |
|  | G                | Tucumán          | 7                |         | Córdoba      | Córdoba      | 26          |             |  |              |              |       |       |  |
|  |                  |                  |                  |         | Córdoba      | Córdoba      | 26          |             |  |              |              |       |       |  |
|  |                  |                  | Uruguay          | Uruguay | 7            |              |             |             |  |              |              |       |       |  |
|  | D                | Entre Ríos       | Uruguay          | Uruguay | 7            | 12           |             |             |  |              |              |       |       |  |
|  | D                | Entre Ríos       |                  |         |              |              |             |             |  |              |              |       |       |  |
|  | E                | Uruguay          | 14               |         |              |              |             |             |  |              |              |       |       |  |
|  | E                | Uruguay          | 14               |         |              |              |             |             |  |              |              |       |       |  |
|  |                  |                  |                  |         |              |              |             |             |  |              |              |       |       |  |

#### Copa de Plata
|  | Semifinales | Semifinales | Semifinales |            |         | Final   | Final | Final |  |
|  |             |             |             |            |         |         |       |       |  |
|  |             |             |             |            |         |         |       |       |  |
|  | Rosario     | Rosario     | 24          |            |         |         |       |       |  |
|  | Rosario     | Rosario     | 24          |            |         |         |       |       |  |
|  | Salta       | Salta       | 19          |            |         |         |       |       |  |
|  | Salta       | Salta       | 19          |            | Rosario | Rosario | 28    |       |  |
|  |             |             |             |            | Rosario | Rosario | 28    |       |  |
|  |             |             | Entre Ríos  | Entre Ríos | 0       |         |       |       |  |
|  | Tucumán     | Tucumán     | Entre Ríos  | Entre Ríos | 0       | 7       |       |       |  |
|  | Tucumán     | Tucumán     |             |            |         | 7       |       |       |  |
|  | Entre Ríos  | Entre Ríos  | 12          |            |         |         |       |       |  |
|  | Entre Ríos  | Entre Ríos  | 12          |            |         |         |       |       |  |
|  |             |             |             |            |         |         |       |       |  |

### Copa de Bronce
|  | Cuartos de final | Cuartos de final | Cuartos de final |          |                 | Semifinales     | Semifinales | Semifinales |  |         | Final   | Final | Final |  |
|  |                  |                  |                  |          |                 |                 |             |             |  |         |         |       |       |  |
|  |                  |                  |                  |          |                 |                 |             |             |  |         |         |       |       |  |
|  | A                | Alto Valle       | 14               |          |                 |                 |             |             |  |         |         |       |       |  |
|  | A                | Alto Valle       | 14               |          |                 |                 |             |             |  |         |         |       |       |  |
|  | H                | Noreste          | 18               |          |                 |                 |             |             |  |         |         |       |       |  |
|  | H                | Noreste          | 18               |          | Noreste (t.e.)  | Noreste (t.e.)  | 24          |             |  |         |         |       |       |  |
|  |                  |                  |                  |          | Noreste (t.e.)  | Noreste (t.e.)  | 24          |             |  |         |         |       |       |  |
|  |                  |                  | Chile            | Chile    | 19              |                 |             |             |  |         |         |       |       |  |
|  | C                | Austral          | Chile            | Chile    | 19              | 7               |             |             |  |         |         |       |       |  |
|  | C                | Austral          |                  |          |                 |                 |             |             |  |         |         |       |       |  |
|  | F                | Chile            | 47               |          |                 |                 |             |             |  |         |         |       |       |  |
|  | F                | Chile            | 47               |          |                 |                 |             |             |  | Noreste | Noreste | 15    |       |  |
|  |                  |                  |                  |          |                 |                 |             |             |  | Noreste | Noreste | 15    |       |  |
|  |                  |                  | Santa Fe         | Santa Fe | 19              |                 |             |             |  |         |         |       |       |  |
|  | B                | Misiones         | Santa Fe         | Santa Fe | 19              | 12              |             |             |  |         |         |       |       |  |
|  | B                | Misiones         |                  |          |                 |                 |             |             |  |         |         |       |       |  |
|  | G                | Sgo. del Estero  | 19               |          |                 |                 |             |             |  |         |         |       |       |  |
|  | G                | Sgo. del Estero  | 19               |          | Sgo. del Estero | Sgo. del Estero | 5           |             |  |         |         |       |       |  |
|  |                  |                  |                  |          | Sgo. del Estero | Sgo. del Estero | 5           |             |  |         |         |       |       |  |
|  |                  |                  | Santa Fe         | Santa Fe | 17              |                 |             |             |  |         |         |       |       |  |
|  | D                | Santa Fe         | Santa Fe         | Santa Fe | 17              | 31              |             |             |  |         |         |       |       |  |
|  | D                | Santa Fe         |                  |          |                 |                 |             |             |  |         |         |       |       |  |
|  | E                | Mar del Plata    | 0                |          |                 |                 |             |             |  |         |         |       |       |  |
|  | E                | Mar del Plata    | 0                |          |                 |                 |             |             |  |         |         |       |       |  |
|  |                  |                  |                  |          |                 |                 |             |             |  |         |         |       |       |  |

| 10 de diciembre | Misiones | 10 - 27 | M.d. Plata |  |  |
|                 |          | Reporte |            |  |  |

| 10 de diciembre | Alto Valle | 22 - 7  | Austral |  |  |
|                 |            | Reporte |         |  |  |

### Reubicación
|  | Semifinales | Semifinales      | Semifinales      |                  |       | 17.° puesto | 17.° puesto | 17.° puesto |  |
|  |             |                  |                  |                  |       |             |             |             |  |
|  |             |                  |                  |                  |       |             |             |             |  |
|  | A           | Jujuy            | 15               |                  |       |             |             |             |  |
|  | A           | Jujuy            | 15               |                  |       |             |             |             |  |
|  | H           | San Luis         | 12               |                  |       |             |             |             |  |
|  | H           | San Luis         | 12               |                  | Jujuy | Jujuy       | 13          |             |  |
|  |             |                  |                  |                  | Jujuy | Jujuy       | 13          |             |  |
|  |             |                  | Tierra del Fuego | Tierra del Fuego | 40    |             |             |             |  |
|  | C           | Tierra del Fuego | Tierra del Fuego | Tierra del Fuego | 40    | 26          |             |             |  |
|  | C           | Tierra del Fuego |                  |                  |       | 26          |             |             |  |
|  | F           | San Juan         | 12               |                  |       | 22.° puesto | 22.° puesto | 22.° puesto |  |
|  | F           | San Juan         | 12               |                  |       | 22.° puesto | 22.° puesto | 22.° puesto |  |
|  |             |                  |                  |                  |       |             |             |             |  |
|  |             |                  |                  |                  |       | San Luis    | San Luis    | 12          |  |
|  |             |                  |                  |                  |       | San Luis    | San Luis    | 12          |  |
|  |             |                  |                  |                  |       | San Juan    | San Juan    | 22          |  |
|  |             |                  |                  |                  |       | San Juan    | San Juan    | 22          |  |
|  |             |                  |                  |                  |       |             |             |             |  |

|  | Semifinales | Semifinales | Semifinales |          |     | 18.° puesto | 18.° puesto | 18.° puesto |  |
|  |             |             |             |          |     |             |             |             |  |
|  |             |             |             |          |     |             |             |             |  |
|  | B           | Sur         | 35          |          |     |             |             |             |  |
|  | B           | Sur         | 35          |          |     |             |             |             |  |
|  | G           | Formosa     | 21          |          |     |             |             |             |  |
|  | G           | Formosa     | 21          |          | Sur | Sur         | 26          |             |  |
|  |             |             |             |          | Sur | Sur         | 26          |             |  |
|  |             |             | La Rioja    | La Rioja | 19  |             |             |             |  |
|  | D           | Oeste       | La Rioja    | La Rioja | 19  | 14          |             |             |  |
|  | D           | Oeste       |             |          |     | 14          |             |             |  |
|  | E           | La Rioja    | 15          |          |     | 21.° puesto | 21.° puesto | 21.° puesto |  |
|  | E           | La Rioja    | 15          |          |     | 21.° puesto | 21.° puesto | 21.° puesto |  |
|  |             |             |             |          |     |             |             |             |  |
|  |             |             |             |          |     | Formosa     | Formosa     | 7           |  |
|  |             |             |             |          |     | Formosa     | Formosa     | 7           |  |
|  |             |             |             |          |     | Oeste       | Oeste       | 54          |  |
|  |             |             |             |          |     | Oeste       | Oeste       | 54          |  |
|  |             |             |             |          |     |             |             |             |  |

## Tabla de posiciones
Las posiciones finales al terminar el campeonato:
| 1.°  | Buenos Aires     | 5 | 0 | 0 | 133 | 33  | +100 |
| 2.°  | Córdoba          | 4 | 0 | 1 | 107 | 38  | +69  |
| 3.°  | Cuyo             | 3 | 0 | 1 | 116 | 31  | +85  |
| 4.°  | Uruguay          | 3 | 0 | 1 | 78  | 50  | +28  |
| 5.°  | Rosario          | 4 | 0 | 1 | 163 | 52  | +111 |
| 6.°  | Entre Ríos       | 3 | 0 | 2 | 71  | 63  | +8   |
| 7.°  | Tucumán          | 2 | 0 | 2 | 62  | 33  | +29  |
| 8.°  | Salta            | 2 | 0 | 2 | 78  | 57  | +21  |
| 9.°  | Santa Fe         | 4 | 0 | 1 | 102 | 37  | +65  |
| 10.° | Noreste          | 3 | 0 | 2 | 111 | 87  | +24  |
| 11.° | Chile            | 2 | 0 | 2 | 101 | 71  | +30  |
| 12.° | Sgo. del Estero  | 1 | 1 | 2 | 45  | 67  | -22  |
| 13.° | Mar del Plata    | 2 | 0 | 2 | 87  | 55  | +32  |
| 14.° | Alto Valle       | 2 | 0 | 2 | 57  | 61  | -4   |
| 15.° | Misiones         | 1 | 0 | 3 | 41  | 97  | -56  |
| 16.° | Austral          | 1 | 0 | 3 | 24  | 123 | -99  |
| 17.° | Tierra del Fuego | 2 | 0 | 2 | 78  | 78  | 0    |
| 18.° | Sur              | 2 | 0 | 2 | 85  | 80  | +5   |
| 19.° | La Rioja         | 1 | 0 | 3 | 34  | 131 | -97  |
| 20.° | Jujuy            | 1 | 0 | 3 | 33  | 113 | -80  |
| 21.° | Oeste            | 1 | 0 | 3 | 80  | 85  | -5   |
| 22.° | San Juan         | 1 | 0 | 3 | 55  | 85  | -30  |
| 23.° | San Luis         | 0 | 0 | 4 | 24  | 134 | -110 |
| 24.° | Formosa          | 0 | 1 | 3 | 42  | 127 | -85  |

|  | Campeón Copa de Oro.    |
|  | Campeón Copa de Plata.  |
|  | Campeón Copa de Bronce. |

|                      |
| Buenos Aires Campeón |
| Décimo título        |